# Nationales Forschungsprogramm
In der Schweiz ist ein Nationales Forschungsprogramm (NFP; programmes nationaux de recherche; programmi nazionali di ricerca) ein durch den Schweizerischen Nationalfonds unterstütztes koordiniertes Forschungsprogramm zur Lösung dringender Probleme von nationaler Bedeutung. Die Themen der NFP werden durch den Bundesrat vorgegeben. Sie beziehen sich auf wichtige Probleme der Gegenwart.
Die Nationalen Forschungsprogramme bilden zusammen mit den Nationalen Forschungsschwerpunkten (NFS) die wichtigsten Instrumente des Schweizerischen Nationalfonds.
Die NFP dauern sechs bis sieben Jahre und sind jeweils mit 10 bis 20 Millionen Schweizer Franken dotiert.
Sie sind problemorientiert, inter- und transdisziplinär ausgerichtet und koordinieren jeweils mehrere Forschungsprojekten und -gruppen mit einem gemeinsamen Gesamtziel. Besonderer Stellenwert liegt bei einem NFP auf der Umsetzung der wissenschaftlichen Ergebnisse in die Praxis.

## Liste
Im Folgenden sind laufende und abgeschlossene Nationale Forschungsprogramme aufgelistet.
| NFP Nummer | Titel | Abschluss |
| ---------- | --- | --------- |
| NFP 80     | «Covid-19 in der Gesellschaft»                                                                               |           |
| NFP 79     | «Advancing 3R»                                                                                               |           |
| NFP 78     | «Covid-19»                                                                                                   |           |
| NFP 77     | «Digitale Transformation»                                                                                    |           |
| NFP 76     | «Fürsorge und Zwang – Geschichte, Gegenwart und Zukunft»                                                     |           |
| NFP 75     | «Big Data»                                                                                                   |           |
| NFP 74     | «Gesundheitsversorgung»                                                                                      |           |
| NFP 73     | «Nachhaltiges Wirtschaften»                                                                                  |           |
| NFP 72     | «Antimikrobielle Resistenz»                                                                                  |           |
| NFP 71     | «Steuerung des Energieverbrauchs»                                                                            |           |
| NFP 70     | «Energiewende»                                                                                               |           |
| NFP 69     | «Gesunde Ernährung und nachhaltige Lebensmittelproduktion»                                                   |           |
| NFP 68     | «Nachhaltige Nutzung der Ressource Boden»                                                                    |           |
| NFP 67     | «Lebensende»                                                                                                 |           |
| NFP 66     | «Ressource Holz»                                                                                             |           |
| NFP 65     | «Neue urbane Qualität»                                                                                       |           |
| NFP 64     | «Chancen und Risiken von Nanomaterialien»                                                                    |           |
| NFP 63     | «Stammzellen und regenerative Medizin»                                                                       |           |
| NFP 62     | «Intelligente Materialien»                                                                                   |           |
| NFP 61     | «Nachhaltige Wassernutzung»                                                                                  |           |
| NFP 60     | «Gleichstellung der Geschlechter»                                                                            |           |
| NFP 59     | «Nutzen und Risiken der Freisetzung gentechnisch veränderter Pflanzen»                                       |           |
| NFP 58     | «Religionsgemeinschaften, Staat und Gesellschaft»                                                            | 2011      |
| NFP 57     | «Nichtionisierende Strahlung – Umwelt und Gesundheit»                                                        | 2010/2012 |
| NFP 56     | «Sprachenvielfalt und Sprachkompetenz in der Schweiz»                                                        | 2010      |
| NFP 54     | «Nachhaltige Siedlungs- und Infrastrukturentwicklung»                                                        | 2011      |
| NFP 53     | «Muskuloskelettale Gesundheit – Chronische Schmerzen»                                                        |           |
| NFP 52     | «Kindheit, Jugend und Generationenbeziehungen im gesellschaftlichen Wandel»                                  | 2008      |
| NFP 51     | «Integration und Ausschluss»                                                                                 | 2009      |
| NFP 50     | «Hormonaktive Stoffe: Bedeutung für Menschen, Tiere und Ökosysteme»                                          |           |
| NFP 49     | «Antibiotika-Resistenz»                                                                                      |           |
| NFP 48     | «Landschaften und Lebensräume der Alpen»                                                                     |           |
| NFP 47     | «Supramolekulare funktionale Materialien»                                                                    |           |
| NFP 46     | «Implantate und Transplantate»                                                                               |           |
| NFP 45     | «Probleme des Sozialstaats»                                                                                  |           |
| NFP 43     | «Bildung und Beschäftigung»                                                                                  |           |
| NFP 42+    | «Beziehungen Schweiz – Südafrika»                                                                            |           |
| NFP 42     | «Grundlagen und Möglichkeiten der schweizerischen Aussenpolitik»                                             |           |
| NFP 41     | «Verkehr und Umwelt: Wechselwirkungen Schweiz – Europa»                                                      |           |
| NFP 40+    | «Rechtsextremismus – Ursachen und Gegenmassnahmen»                                                           |           |
| NFP 40     | «Gewalt im Alltag und organisierte Kriminalität»                                                             |           |
| NFP 39     | «Migration und interkulturelle Beziehungen»                                                                  |           |
| NFP 38+    | «Entstehungsmechanismen neuartiger Infektionskrankheiten»                                                    |           |
| NFP 38     | «Krankheiten des Nervensystems»                                                                              |           |
| NFP 37     | «Somatische Gentherapie»                                                                                     |           |
| NFP 36     | «Nanowissenschaften»                                                                                         |           |
| NFP 35     | «Frauen in Recht und Gesellschaft – Wege zur Gleichstellung»                                                 |           |
| NFP 34     | «Komplementärmedizin»                                                                                        |           |
| NFP 33     | «Wirksamkeit unserer Bildungssysteme»                                                                        |           |
| NFP 32     | «Alter» |           |
| NFP 31     | «Klimaänderungen und Naturkatastrophen»                                                                      |           |
| NFP 30     | «Hochtemperatur-Supraleitung»                                                                                |           |
| NFP 29     | Wandel der Lebensformen und soziale Sicherheit                                                               |           |
| NFP 28     | «Die Schweiz in einer sich ändernden Welt: Aussenwirtschaftliche und entwicklungspolitische Herausforderung» |           |
| NFP 27     | «Wirksamkeit staatlicher Massnahmen»                                                                         |           |
| NFP 26     | «Mensch, Gesundheit, Umwelt»                                                                                 |           |
| NFP 25     | «Stadt und Verkehr»                                                                                          |           |
| NFP 24     | «Chemie und Physik an Oberflächen»                                                                           |           |
| NFP 23     | «Künstliche Intelligenz und Robotik»                                                                         |           |
| NFP 22     | «Nutzung des Bodens in der Schweiz»                                                                          |           |
| NFP 21     | «Kulturelle Vielfalt und nationale Identität»                                                                |           |
| NFP 20     | «Geologische Tiefenstruktur der Schweiz»                                                                     |           |
| NFP 19     | «Werkstoffe für die Bedürfnisse von morgen»                                                                  |           |
| NFP 18     | «Biomedizinische Technik»                                                                                    |           |
| NFP 17     | «Alternativmethoden zum Tierversuch»                                                                         |           |
| NFP 16     | «Methoden zur Erhaltung von Kulturgütern»                                                                    |           |
| NFP 15     | «Arbeitswelt: Humanisierung und technologische Entwicklung»                                                  |           |
| NFP 14     | «Lufthaushalt, Luftverschmutzung und Waldschäden in der Schweiz»                                             |           |
| NFP 13     | «Forschung auf dem Gebiet der Mikro- und Optoelektronik»                                                     |           |
| NFP 12     | «Holz, erneuerbare Rohstoff- und Energiequelle»                                                              |           |
| NFP 11     | «Sicherheitspolitik»                                                                                         |           |
| NFP 10     | «Bildung und das Wirken in Gesellschaft und Beruf»                                                           |           |
| NFP 09     | «Mechanismen und Entwicklung der schweizerischen Wirtschaft und deren soziale Auswirkungen»                  |           |
| NFP 08     | «Wirtschaftlichkeit und Wirksamkeit im schweizerischen Gesundheitswesen»                                     |           |
| NFP 07     | «Rohstoff- und Materialprobleme»                                                                             |           |
| NFP 06     | «Entscheidungsvorgänge in der schweizerischen Demokratie»                                                    |           |
| NFP 05+    | Man and Biosphere (MAB): «Sozio-ökonomische Entwicklung und ökologische Belastbarkeit im Berggebiet»         |           |
| NFP 05     | «Regionalprobleme in der Schweiz, namentlich in den Berg- und Grenzgebieten»                                 |           |
| NFP 04+    | «Energie: Sozio-ökonomische Forschungen im Konsumbereich»                                                    |           |
| NFP 04     | «Forschung und Entwicklung im Bereich der Energie»                                                           |           |
| NFP 03     | «Probleme der sozialen Integration in der Schweiz»                                                           |           |
| NFP 02     | «Grundlegende Probleme des schweizerischen Wasserhaushalts»                                                  |           |
| NFP 01     | «Prophylaxe der Herz- und Kreislauferkrankungen»                                                             |           |